# 350 v.Chr.
Het jaar 350 v.Chr. is een jaartal volgens de christelijke jaartelling. 

## Gebeurtenissen

### Perzië
- Koning Artaxerxes III breekt de Perzische veldtocht in Egypte af.
- Artemisia II overlijdt en het Mausoleum van Halicarnassus (Bodrum in Turkije) wordt voltooid.

### Griekenland
- Philippus II van Macedonië plundert en verovert de Thracische stad Abdera.
- Thessalië raakt zijn autonomie kwijt aan Macedonië.
- Het stenografieschrift wordt uitgevonden.

### Italië
- De Romeinse havenstad Ostia wordt ten westen van Rome gesticht.

## Geboren
- Cassander (~350 v.Chr. - ~297 v.Chr.), veldheer en koning van Macedonië
- Chanakya (~350 v.Chr. - ~283 v.Chr.), adviseur en eerste minister van het Maurya-rijk
- Dicaearchus (~350 v.Chr. - ~285 v.Chr.), Grieks peripatetisch wijsgeer
- Megasthenes (~350 v.Chr. - ~290 v.Chr.), Grieks diplomaat en geograaf

## Overleden
- Artemisia II, koningin van Carië
- Man van Tollund, een veenlijk uit Denemarken